# سيدني مينتز
سيدني ويلفريد مينتز (بالإنجليزية: Sidney Mintz)‏ (16 نوفمبر 1922 - 27 ديسمبر 2015) هو عالم أنثروبولوجيا أمريكي اشتهر بدراساته عن منطقة البحر الكاريبي، وتهجين اللغة (التوليد اللغوي)، وأنثروبولوجيا الغذاء. حصل مينتز على درجة الدكتوراه من جامعة كولومبيا في عام 1951 وأجرى عمله الميداني الأساسي بين عمال قصب السكر في بورتوريكو. بعد ذلك قام بتوسيع بحثه الإثنوغرافي إلى هايتي وجامايكا، وأنتج دراسات تاريخية وإثنوغرافية عن العبودية والرأسمالية العالمية، والتهجين الثقافي، وقرويو الكاريبي، والاقتصاد السياسي للسلع الغذائية. قام بالتدريس لمدة عقدين في جامعة ييل قبل أن يساعد في تأسيس قسم الأنثروبولوجيا بجامعة جونز هوبكنز التي بقي فيها طوال فترة حياته المهنية. يعتبر كتابه «الحلاوة والسلطة: مكانة السكر في التاريخ الحديث» أحد أكثر المنشورات تأثيرًا في دراسات الأنثروبولوجيا الثقافية والغذائية.

## بدايات حياته وتعليمه
ولد مينتز في دوفر بنيو جيرسي، لأبويه فاني وسولومان مينتز. كان والده تاجرًا في نيويورك، وكانت والدته منظمة لتجارة الملابس داخل نقابة العمال الصناعيين في العالم. درس مينتز في كلية بروكلين وحصل على درجة البكالوريوس في علم النفس في عام 1943. التحق بسلاح الجو التابع للجيش الأمريكي خلال الفترة المتبقية من الحرب العالمية الثانية، ثم التحق ببرنامج الدكتوراه في الأنثروبولوجيا بجامعة كولومبيا وأنهى أطروحة عن عمال مزارع قصب السكر في سانتا إيزابيل في بورتوريكو تحت إشراف جوليان ستيوارد وروث بنديكت.

## حياته المهنية
كان لمينتز مسيرة أكاديمية طويلة في جامعة ييل (1951-1974) قبل أن يساعد في تأسيس قسم الأنثروبولوجيا بجامعة جونز هوبكنز. كما كان محاضرًا زائرًا في معهد ماساتشوستس للتكنولوجيا، والمدرسة التطبيقية للدراسات العليا (باريس)، وكوليج دو فرانس (باريس) وأماكن أخرى. كان عمله موضوع العديد من الدراسات والبحوث اللاحقة، بالإضافة إلى انعكاساته على أفكاره وعمله الميداني. تم تكريمه من خلال تدشين محاضرة سيدني دبليو مينتز السنوية في عام 1992.
كان مينتز عضوًا في الجمعية الأمريكية للاثنولوجيا وكان رئيسًا لهذه الجمعية من عام 1968 حتى عام 1969، وزميلًا في الرابطة الأمريكية للأنثروبولوجيا، والمعهد الملكي للأنثروبولوجيا في بريطانيا العظمى وأيرلندا. قام مينتز بالتدريس كمحاضر في كلية سيتي كوليدج (التي تسمى الآن كلية مدينة نيويورك) عام 1950، وفي جامعة كولومبيا في مدينة نيويورك في عام 1951، وفي جامعة ييل في نيو هافن بولاية كونيتيكت بين عامي 1951 و1974. بدأ مينتز كمدرس في جامعة ييل وأصبح لاحقًا أستاذًا للأنثروبولوجيا من عام 1963 إلى عام 1974. كما شغل منصب أستاذ الأنثروبولوجيا بجامعة جونز هوبكنز في بالتيمور بولاية ماريلاند منذ عام 1974. وكان مينتز أيضًا أستاذًا زائرًا في معهد ماساتشوستس للتكنولوجيا في العام الدراسي 1964-1965، ومدير الدراسات في المدرسة التطبيقية للدراسات العليا في باريس في 1970-1971. كما شغل كرسي لويس هنري مورجان كمحاضر بجامعة روتشستر عام 1972، وأستاذ زائر بجامعة برينستون في 1975-1976، وشغل كرسي كريستيان غاوس في عام 1978-1979، وزميل غوغنهايم في عام 1957، وزميل باحث في مجلس بحوث العلوم الاجتماعية في عام 1958-1959. حصل على درجة الماجستير من جامعة ييل في عام 1963، وجائزة فولبرايت للأبحاث العليا في 1966-1967 وفي 1970-1971، وميدالية ويليام كلايد ديفان من جامعة ييل في عام 1972، والمنحة وطنية لزميل العلوم الإنسانية في عام 1978-79. توفي مينتز في 26 ديسمبر 2015 عن عمر يناهز 94 عامًا بعد صدمة شديدة في الرأس ناتجة عن الوقوع.

### عمله الإضافي والجوائز
خدم مينتز كمستشار في العديد من المؤسسات بما في ذلك برنامج التنمية لما وراء البحار، كما أجرى العمل الميداني في العديد من البلدان، وحصل على العديد من الجوائز منها: زميل باحث في مجلس أبحاث العلوم الاجتماعية في عام 1958-1959؛ وماجستير جامعة ييل في عام 1963؛ ومؤسسة فورد في عام 1957-1962، ولجنة الولايات المتحدة وبورتوريكو الخاصة بوضع بورتوريكو في عام 1964-1965؛ ومدير الدراسات في المدرسة التطبيقية للدراسات العليا في باريس في عام 1970-1971. كما حصل على جائزة فرانز بواس من الجمعية الأنثروبولوجيا الأمريكية لعام 2012.

## التدريب والتأثيرات
تأثر مينتز في تدريبه بشكل خاص بستيوارد وروث بنديكت، وأليكساندر ليسر، وزميله في الدراسة والتأليفس إيريك وولف (1923-1999). كان تركيز مينتز من خلال الجمع بين النهج الماركسي والتاريخي المادي والأنثروبولوجيا الثقافية الأمريكية على تلك العمليات الكبيرة التي بدأت في القرن الخامس عشر والتي ميزت ظهور الرأسمالية والتوسع الأوروبي في منطقة البحر الكاريبي، والأشكال المؤسسية والسياسية المتعددة التي دعمت هذا النمو، والاستجابات الثقافية المحلية لهذه العمليات. ركزت دراسته الاثنوغرافية على كيفية ظهور هذه الاستجابات في حياة سكان الكاريبي. لم يفتت التاريخ الفروقات بين الثقافات سعيًا لإيجاد تجانس بين المناطق بالنسبة لمينتز، حتى عندما ظهر نظام رأسمالي عالمي. كانت تواجه القوى الأكبر دائمًا ردود أفعال محلية أثرت بالتالي على النتائج الثقافية. كتب مينتز عن هذه العلاقة:
«يجب التأكيد على أن دمج أشكال مختلفة من استخراج العمال داخل أي منطقة يعبر عن الطريقة التي تتناسب بها هذه المنطقة ككل مع ما يسمى بالنظام العالمي. كان هناك تنازلات متبادلة بين المطالب والمبادرات الناشئة عن المراكز الحضرية للنظام العالمي، وتمثل التجمعات العمالية النموذج المتوقع للمناطق المحلية والتي كانوا عالقين بها. تجبرنا فرضية النظام العالمي على تجاهل تفاصيل التاريخ المحلي بشكل متكرر، وهو ما سأعتبره أمرًا صحيًا. ولكن العودة المستمرة للأحداث على أرض الواقع على نفس القدر من الأهمية، لأنه يمكننا من تفكيك بنية النظام العالمي ورؤيتها كما هي».
عبر مينتز عن هذا التوجه بأشكال متنوعة في أعماله بداية من تاريخ حياته في «تاسو»، وهو عامل بورتوريكي يعمل في حقول السكر، ثم منتقلًا إلى مناقشة ما إذا كان يمكن اعتبار العبد الكاريبي بروليتاريا. لقد كان السبب في ذلك هو انغماس العبودية في منطقة البحر الكاريبي في الرأسمالية، فقد كانت العبودية الموجودة هناك مختلفة عن عبودية العالم القديم. كما أن العبودية تعني أيضًا عمالة غير حرة، بينما لم تكن العبودية في الكاريبي شكلًا رأسماليًا قائمًا على العمل بالكامل لاستخراج فائض القيمة. كانت هناك تناقضات أخرى إذ عُرِّف العبيد الكاريبيون قانونيًا على أنهم ممتلكات. برغم أن العبيد أنتجوا ثروات لأسيادهم، فإنهم أعادوا إنتاج عملهم من خلال الأنشطة الزراعية والسوق الزراعي الأولي، وهو ما قلل من تكاليف إعاشتهم على المدى الطويل من قبل ملاكهم. كان العبد سلعة رأسمالية وبالتالي لم يكن سلعة عاملة. لكن بعض العبيد المهرة الذين تم توظيفهم من قبل أسياد آخرين قد حققوا دخلاً لهم مكنهم من الاحتفاظ بحصة منه لأنفسهم. أدعى مينتز في كتابه «التحولات الكاريبية» وفي كتابات أخرى أن الحداثة نشأت في منطقة البحر الكاريبي، إذ ظهرت المصانع الأوروبية الأولى في مجمع زراعي مخصص لزراعة قصب السكر وبعض السلع الزراعية الأخرى. من المؤكد أن ظهور هذا النظام كان له آثار عميقة على المجتمع الزراعي الكاريبي، لكن تسويق منتجات السكر كان له آثار دائمة في أوروبا أيضًا من ناحية توفير الموارد اللازمة للثورة الصناعية بالإضافة إلى تحويل المسار الغذائي كله وخلق ثورة في الأذواق الأوروبية وسلوك المستهلك. أصر مينتز مرارًا وتكرارًا على خصوصية منطقة البحر الكاريبي للطعن في المفاهيم العالمية عن العولمة والشتات، والتي من شأنها أن تجعل من المنطقة مجرد مثال دون الاعتراف بتميزها التاريخي.